# Costantino Dragaš
Costantino Dragaš (in serbo Константин Драгаш?; in greco medievale: Kωvσταντίνος Δραγάσης; 1317 – Valacchia, 17 maggio 1395) fu un Signore semi-indipendente regionale nel regno frammentato della Serbia; visse a Velbužd (attuale Kyustendil) dal 1355 fino alla sua morte nella battaglia di Rovine il 17 maggio del 1395.
Costantino Dragaš era figlio del sebastocratore Dejan, e di sua moglie Teodora, sorella dell'Imperatore serbo Stefano Uroš IV Dušan. I suoi nonni materni erano Stefano Dečanski e Teodora, figlia dell'Imperatore Smilec di Bulgaria.

## Biografia
Insieme a suo fratello Giovanni, che morì tra il 1378 e il 1379, Costantino governò una grande parte della Macedonia orientale ed una porzione centrale della valle dello Strimone. I titoli di Costantino variano secondo le fonti: è denominato "signore" oppure despota, titolo che gli fu conferito dall'Imperatore bizantino Manuele II Paleologo, poiché aveva sposato sua figlia Elena. Lui e i suoi fratelli fecero costruire numerosi monasteri di Monte Athos, comprese le chiese di Hilandar, di Sveti Pantelejmon e il Monastero di Vatopedi.
Dopo la Battaglia della Marizza Costantino e i suoi fratelli furono costretti a diventare tributari dell'Impero ottomano. Questa imposizione non piacque a Dragaš che si alleò con altri principi vicini e con l'Impero bizantino per liberarsi dalla sudditanza verso i turchi. Nel 1395 Costantino, insieme al suo vicino ed alleato, il re serbo Marko Mrnjavčević, combatté contro l'esercito ottomano, ma rimase ucciso in battaglia.

## Famiglia
Costantino Dragaš ebbe due mogli. Il nome della prima è sconosciuto.
La seconda fu Eudocia Comnena, figlia dell'Imperatore di Trebisonda Alessio III Comneno.  
Ebbe diversi figli dalla prima moglie:  
- Elena Dragaš († 1450), che sposò l'Imperatore bizantino Manuele II Paleologo dal quale ebbe molti figli tra i quali i due ultimi imperatori bizantini, e Costantino XI Paleologo aggiunse il cognome della madre (Dragasēs) a quello del padre (Paleologo);
- Jakov, di fede musulmana, che fu signore di Velbužd (Kyustendil).
- Tre figlie che nel 1372 sposarono il sultano ottomano Murad I e due suoi figli, Bayezid e Yakub.[1]